# 三輪 (東栄町)
三輪（みわ）は、愛知県北設楽郡東栄町の大字である。27の小字が設置されているが丁目は設定されていない。
北設楽郡三輪村のうち、1956年（昭和31年）の合併で東栄町に編入された領域を前身とする。

## 地理
東栄町の南東部に位置する。東端が静岡県浜松市天竜区、南端が新城市との境界になっている。
河川は大字内全域が天竜川水系。

### 河川
- 相川
  - 深谷川

### 小字
| - 字市原（いちばら） - 字梅平（うめだいら） - 字上栗（うわくり） - 字海老嶋（えびじま） - 字大尻平（おおじっぺい） - 字尾尻平（おじっぺい） - 字上河内（かみごうち） - 字上奈根（かみなね） - 字上深谷（かみふかたに） | - 字小田（こだ） - 字沢上（さわがみ） - 字下河内（しもごうち） - 字下奈根（しもなね） - 字下深谷（しもふかたに） - 字杉（すぎ） - 字竹ノ田（たけのた） - 字戸頭露（とずろ） - 字中河内（なかごうち） | - 字中奈根（なかなね） - 字長野（ながの） - 字畑畔（はたぐろ） - 字平栗（ひらぐり） - 字丸山（まるやま） - 字三俣（みつまた） - 字山ノ上田（やまのうえた） - 字横引（よこびき） - 字横見（よこみ） |

## 歴史
1878年（明治11年）、北設楽郡池場村と畑村が合併して長岡村となる。
1889年（明治22年）10月1日には町村制の施行にともない、長岡村と奈根村、川合村が合併して北設楽郡三輪村が発足する。
1956年（昭和31年）7月1日、三輪村の大字奈根と大字長岡の一部（旧・畑村）が北設楽郡東栄町に編入され、東栄町大字三輪となる。残りの大字川合と大字長岡の一部（旧・池場村）は南設楽郡鳳来町に編入され、それぞれ鳳来町大字川合、大字池場となる。

## 世帯数と人口
2015年（平成27年）10月1日時点の世帯数と人口は以下の通りである。
| 大字 | 世帯数  | 人口  |
| ---- | ------- | ----- |
| 三輪 | 227世帯 | 570人 |

### 人口の変遷
国勢調査による人口の推移
| 1995年（平成7年）  | 808人 | [ 8 ]  |  |
| 2000年（平成12年） | 791人 | [ 9 ]  |  |
| 2005年（平成17年） | 716人 | [ 10 ] |  |
| 2010年（平成22年） | 606人 | [ 11 ] |  |
| 2015年（平成27年） | 570人 | [ 2 ]  |  |

## 施設
- 長岡郵便局

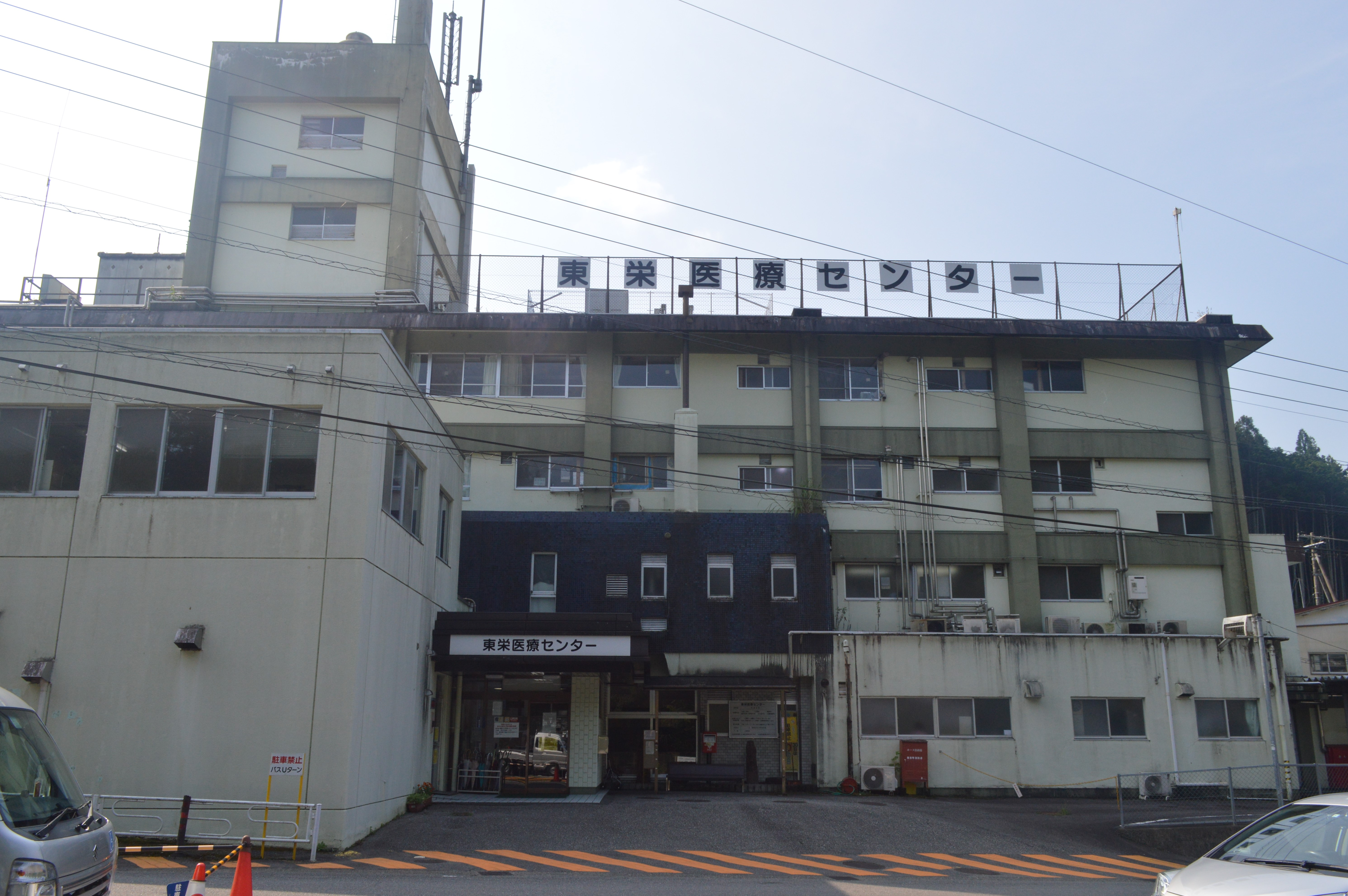
東栄医療センター

- 愛知東農業協同組合東栄直売所（2024年9月末で閉店[12]）
- 東栄医療センター
- シーズ調剤薬局東栄店
- 愛厚すぎのきの里
- 長泉院

## 学区
町立小・中学校に通う場合、学区は以下の通りとなる。また、愛知県立高等学校全日制普通科に通う場合の学区は以下の通りとなる。
| 町丁     | 番・番地等 | 小学校             | 中学校             | 高等学校 |
| -------- | ---------- | ------------------ | ------------------ | -------- |
| 大字三輪 | 全域       | 東栄町立東栄小学校 | 東栄町立東栄中学校 | 三河学区 |

## 交通
鉄道
- 東海旅客鉄道
CD 飯田線 東栄駅

道路
- 国道151号
  - 別所街道
  - 三輪バイパス
    - 市原トンネル
- 愛知県道9号天竜東栄線
- 愛知県道440号川角東栄停車場線

路線バス
- おでかけ北設
  - 基幹バス[14]
    - 3 - 東栄線

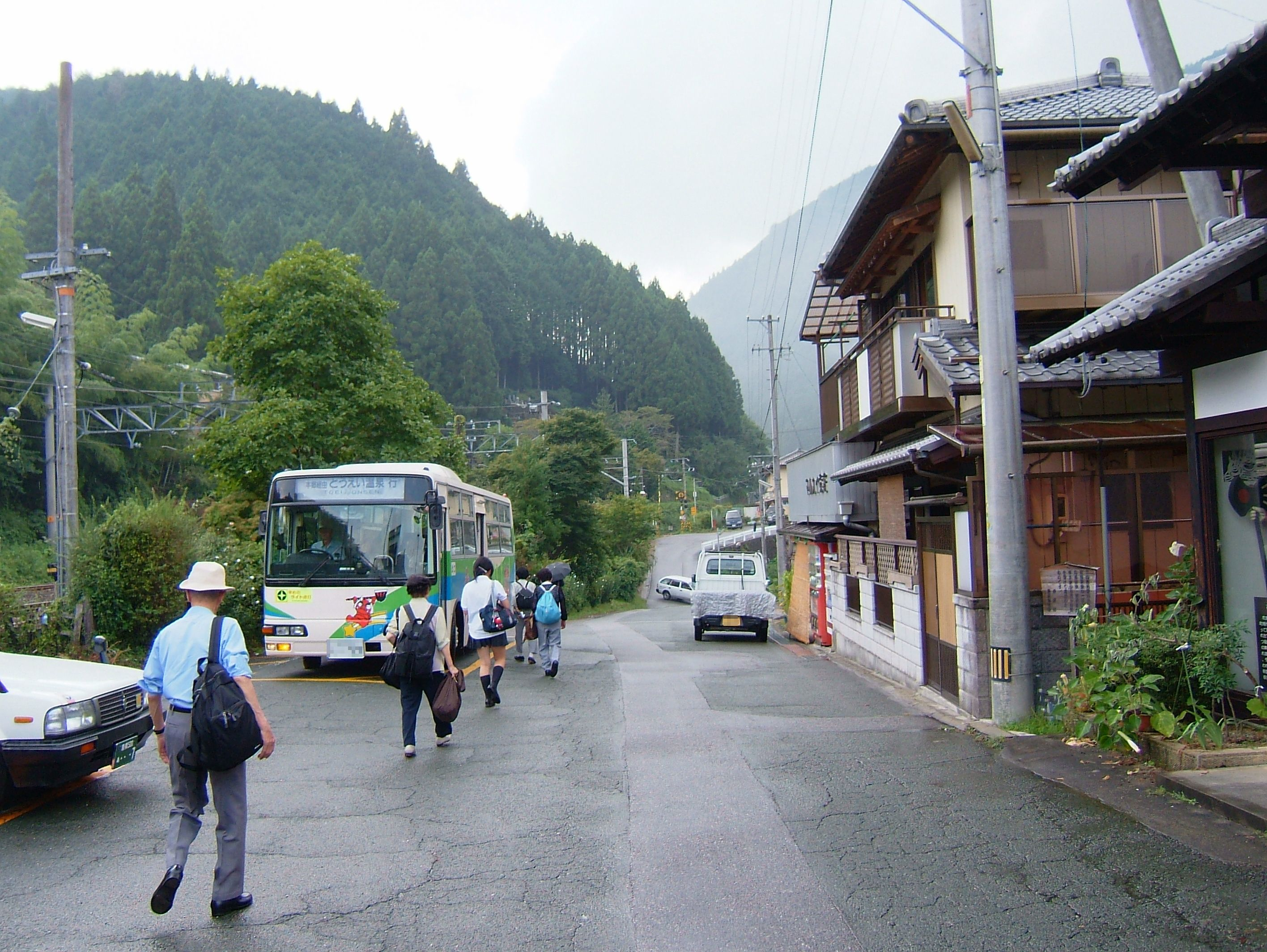
東栄駅の駅前（2006年9月）

      - 三ツ瀬口（奈根） - 奈根 - 長峰 - 奈根橋 - 小田口 - 東栄市原 - 横引 - 東栄病院前 - 東栄病院 - 東栄病院前 - 東栄駅前

## その他

### 日本郵便
- 郵便番号 : 449-0216[3]（集配局：東栄郵便局[15]）。